# Fritz Otto Hermann Schulz
Fritz Otto Hermann Schulz (* 15. September 1890 in Berlinchen, Deutsches Kaiserreich; † nach 1942) war ein deutscher Journalist, völkisch-antisemitischer Publizist und Schriftsteller.

## Leben
Fritz Otto Hermann Schulz wurde 1890 im brandenburgischen Berlinchen geboren (heute in Barlinek in Polen), das zum Kreis Soldin gehörte. Seine Eltern waren der Heilgehilfe Richard Schulz und dessen Frau Martha geborene Spiegel. Anfang der 1930er Jahre lebte er in Düsseldorf. In dieser Zeit war Schulz Sozialdemokrat und arbeitete als Redakteur für die Düsseldorfer Volkszeitung. Zudem verfasste er Erzählungen.
Nach der Machtergreifung durch die Nationalsozialisten begrüßte Schulz die Entwicklung in der NS-Zeit und begann selbst antisemitische Publikationen zu veröffentlichen. Sein Buch „Jude und Arbeiter“ gehörte zu den frühen Veröffentlichungen des Instituts zum Studium der Judenfrage.
Schulz wurde Mitglied der Reichsschrifttumskammer und schrieb für das RSK-Journal Der deutsche Schriftsteller.
Schulz’ antisemitische Überzeugung ging so weit, dass er meinte aus den Äußerungen des evangelischen Theologen Paul Tillich dessen Zugehörigkeit zum Judentum beweisen zu können.
Der sowjetische Historiker Nikolai Lukin (Николай Лукин) ordnete Schulz’ Publikation „Untergang des Marxismus“ in einem Zusammenhang mit Oswald Spenglers Kritik an Marxismus und Bolschewismus ein.
Nach Ende des Zweiten Weltkrieges wurde der Großteil der Publikationen von Fritz Schulz in der Sowjetischen Besatzungszone auf die Liste der „auszusondernden Literatur“ gesetzt.

## Publikationen
- Offene Briefe an einen Pfarrer, 1919.
- Arbeiter und Staat, 1928.
- Der Weg unserer Jugend: eine Darstellung und Untersuchung, 1932.
- Wer ist wahrhaft national?, 1933.
- Untergang des Marxismus, 1933.
- Jude und Arbeiter. Ein Abschnitt aus der Tragödie des deutschen Volkes, 1934.
- Werk und Kritik, 1935.
- Kaiser und Jude, 1936.
- Bismarck. Die Genialisierung des Absolutismus, über Otto von Bismarck, 1937.
- Hutten. Ein Kampf ums Reich, über Ulrich von Hutten, 1939.
- Komödie der Freiheit. Die Sozialpolitik der großen Demokratien, 1940.
- Englisches Mitleid – Englische Sozialpolitik, 1940.
- Moltke. Feldherr und Staatsmann, über Helmuth von Moltke, 1942.